# Protaetia plebeja
Protaetia plebeja är en skalbaggsart som beskrevs av Mohnike 1873. Protaetia plebeja ingår i släktet Protaetia och familjen Cetoniidae. Inga underarter finns listade i Catalogue of Life.